# Seznam obiskov ministrice za zunanje zadeve Tanje Fajon
Seznam obiskov ministrice Republike Slovenije za zunanje zadeve Tanje Fajon je kronološki seznam srečanj in obiskov Tanje Fajon, ministrice za zunanje zadeve v času 15. vlade Republike Slovenije. Zajeta so uradna srečanja s predstavniki tujih držav in organizacij, veleposlaniki niso všteti. 

## Srečanja v Sloveniji
| Datum         | Kraj            | Gostje | Gostitelj v Sloveniji                                                     | Opombe | Sklic         |
| 2022          | 2022            | 2022 | 2022                                                                      | 2022 | 2022          |
| ------------- | --------------- | --- | ------------------------------------------------------------------------- | --- | ------------- |
| 6. junij      | Ljubljana       | Alexander Schallenberg, minister za zunanje zadeve | Tanja Fajon, ministrica za zunanje zadeve                                 | Obisk avstrijskega zunanjega ministra v Sloveniji. Z ministrico Fajon sta govorila o dvostranskih zadevah, vojni v Ukrajini in evropski perspektivi Zahodnega Balkana. Schallenberga sta sprejela tudi premier Golob in predsednik republike Pahor.                                                              | [ 1 ]         |
| 7. junij      | Ljubljana       | Olena Kondratjuk, podpredsednica ukrajinske Vrhovne rade | Urška Klakočar Zupančič, predsednica državnega zbora                      | Sprejem ob obisku podpredsednice ukrajinskega parlamenta. | [ 2 ]         |
| 14. junij     | Ljubljana       | Jean Asselborn, zunanji minister Luksemburga | Tanja Fajon, ministrica za zunanje zadeve                                 | Obisk zunanjega ministra Velikega vojvodstva Luksemburg v Sloveniji. | [ 3 ]         |
| 28. avgust    | Ljubljana       | Guðni Thorlacius Jóhannesson, predsednik Islandije Þórdís Kolbrún R. Gylfadóttir, ministrica za zunanje zadeve Islandije                                                                                 | Borut Pahor, predsednik države                                            | Udeležba na pogovorih z delegacijo predsednika Islandije ob njegovem uradnem obisku v Sloveniji. Članica delegacije je bila tudi zunanja ministrica Gylfadóttir. | [ 4 ]         |
| 7. november   | Ljubljana       | Park Byeong-seug, posebni odposlanec predsednika Južne Koreje | Tanja Fajon, ministrica za zunanje zadeve                                 | Srečanje s posebnim odposlancem južnokorejskega predsednika na temo dvostrankega sodelovanja. | [ 5 ]         |
| 2023          |                 | |                                                                           | |               |
| 26. januar    | Ljubljana       | José Manuel Albares, zunanji minister Španije | Tanja Fajon, ministrica za zunanje zadeve                                 | Obisk španskega zunanjega ministra v Sloveniji, kjer se je mudil kot častni gost 26. posveta slovenske diplomacije. | [ 6 ]         |
| 31. januar    | Ljubljana       | João Gomes Cravinho, zunanji minister Portugalske | Tanja Fajon, ministrica za zunanje zadeve                                 | Srečanje na temo dvostranskega političnega in gospodarskega sodelovanja med državama. | [ 7 ]         |
| 17. februar   | Brdo pri Kranju | Pedro Sanchez, predsednik vlade Kraljevine Španije | Tanja Fajon, ministrica za zunanje zadeve                                 | Srečanje na temo dvostranskega političnega in gospodarskega sodelovanja med državama, španskega predsedovanja EU in feministične zunanje politike. | [ 8 ]         |
| 8. marec      | Brdo pri Kranju | Paolo Gentiloni, evropski komisar za gospodarstvo |                                                                           | |               |
| 17. marec     | Ljubljana       | Antonio Tajani, zunanji minister Italije | Tanja Fajon, ministrica za zunanje zadeve                                 | | [ 9 ]         |
| 27. marec     | Ljubljana       | Irene Fellin, posebna predstavnica generalnega sekretarja Nata za ženske, mir in varnost |                                                                           | |               |
| 18. april     | Ljubljana       | Meenakshi Lekhi, ministrica za zunanje zadeve in kulturo Indije | Tanja Fajon, ministrica za zunanje zadeve Samuel Žbogar, državni sekretar | Ministrica Fajon je skupaj z državnim sekretarjem Žbogarjem sprejela indijsko ministrico za zunanje zadeve in kulturo. | [ 10 ]        |
| 20.-21. april | Brdo pri Kranju | Nancy Tembo, zunanja ministrica Malavija Vincent Birut, zunanji minister Ruande Rui Alberto de Figueiredo Soares, zunanji minister Zelenortskih otokov Dhoihir Dhoulkamal, zunanji minister zveze Komori | Tanja Fajon, ministrica za zunanje zadeve                                 | 12. mednarodna konferenca Dan Afrike, ki je potekala pod naslovom "Afrika in Evropa: Podnebna varnost za prihodnost – globalni izzivi, lokalni ukrepi". Na Brdu pri Kranju je okoli 350 udeležencev iz 50 držav, od tega 24 iz Afrike. Zunanja ministrica Fajon je ob robu opravila tudi več dvostranih srečanj. | [ 11 ] [ 12 ] |
| 22. junij     | Ljubljana       | Elmedin Konaković, zunanji minister Bosne in Hercegovine | Tanja Fajon, ministrica za zunanje zadeve                                 | | [ 13 ]        |
| 9. oktober    | Brdo pri Kranju | Nguyen Hong Dien, minister za industrijo in trgovino | Tanja Fajon, ministrica za zunanje zadeve                                 | Tretje zasedanje Medvladne komisije za gospodarsko sodelovanje med Republiko Slovenijo in Socialistično Republiko Vietnam | [ 14 ]        |
| 24. oktober   | Brdo pri Kranju | Alexander Schallenberg, minister za zunanje zadeve | Tanja Fajon, ministrica za zunanje zadeve                                 | Minstrica Fajon je gostila ministrsko zasedanje 14 držav podonavske regije |               |
| 6. november   | Ljubljana       | Ahmed Attaf, zunanji minister Alžirije | Tanja Fajon, ministrica za zunanje zadeve                                 | | [ 15 ]        |
| 5. december   | Ljubljana       | Annalena Baerbock, zunanja ministrica Nemčije | Tanja Fajon, ministrica za zunanje zadeve                                 | |               |
| 2024          |                 | |                                                                           | |               |
| 10. januar    | Celje           | Christopher Drexler, deželni glavar Avstrijske Štajerske | Tanja Fajon, ministrica za zunanje zadeve                                 | Zunanja ministrica je gostila zasedanje Skupnega odbora Slovenija – Štajerska | [ 16 ]        |
| 12. januar    | Ljubljana       | Constantinos Kombos, zunanji minister Cipra | Tanja Fajon, ministrica za zunanje zadeve                                 | Uradni obisk ciprskega zunanjega ministra | [ 17 ]        |
| 12. februar   | Ljubljana       | Sameh Shoukry, zunanji minister Egipta | Tanja Fajon, ministrica za zunanje zadeve                                 | |               |
| 20. februar   | Ljubljana       | Ayman Hussein Abdullah Al-Safadi, zunanju minister Jordanije | Tanja Fajon, ministrica za zunanje zadeve                                 | |               |

## Uradni, delovni in drugi obiski v tujini
| Datum                    | Država                 | Kraj                 | Gostitelj in ostali državniki | Opombe | Sklic                   |
| 2022                     | 2022                   | 2022                 | 2022 | 2022 | 2022                    |
| ------------------------ | ---------------------- | -------------------- | --- | --- | ----------------------- |
| 10. junij                | Grčija                 | Solun                | Nikos Dendias, zunanji minister Grčije Bilateralna srečanja ob robu Olta Xhaçka, zunanja ministrica Albanije Ranko Krivokapić, zunanji minister Črne gore Bujar Osmani, zunanji minister Severne Makedonije Nikola Selaković, zunanji minister Srbije | Zunanja ministrica Tanja Fajon se je s predsednikom republike Borutom Pahorjem v Solunu udeležila Procesa sodelovanja v jugovzhodni Evropi. Ob robu se je srečala z zunanjimi ministri Albanije, Črne gore, Severne Makedonije in Srbije. | [ 18 ]                  |
| 20.–21. junij            | Evropska unija         | Luksemburg           | Josep Borrell, visoki predstavnik Unije za zunanje zadeve in varnostno politiko Catherine Colonna, zunanja ministrica Francije | Prva udeležba zunanje ministrice Tanje Fajon na rednem zasedanju. Osrednje teme zasedanja so bile ruska agresija na Ukrajino in njene posledice na prehransko varnost, Egipt in Rog Afrike. Pred zasedanjem Sveta EU so se ministri na povabilo Italije in Finske neformalno srečali s predsednikom Mednarodnega obora Rdečega križa Petrom Maurerjem. Ob robu zasedanja se je Fajonova bilateralno sestala tudi s francosko kolegico. | [ 19 ] [ 20 ]           |
| 28.–30. junij            | NATO Španija           | Madrid               | Jens Stoltenberg, generalni sekretar zveze NATO Filip VI., španski kralj Dvostranska srečanja ob robu Þórdís Kolbrún R. Gylfadóttir, zunanja ministrica Islandije Jeppe Kofod, zunanji minister Danske Ajman Safadi, zunanji minister Jordanije Jan Lipavský, zunanji minister Češke Anniken Scharning Huitfeldt, zunanja ministrica Norveške Ilio Darčiašvili, zunanji minister Gruzije | Zunanja minsitrica Tanja Fajon se je kot članica delegacije premierja Roberta Goloba udeležila zasedanja zveze NATO. Sodelovala je tudi na neformalnem zasedanju zunanjih ministrov članic Nata ter v razpravi ministric za zunanje zadeve in obrambo na temo žensk, miru in varnosti (WPS). Opravila je tudi več dvostranskih srečanj. | [ 21 ]                  |
| 1. julij                 | Nemčija                | Berlin               | Annalena Baerbock, zunanja ministrica Nemčije | Ministrica Tanja Fajon se je mudila na obisku v Zvezni republiki Nemčiji, kjer jo je sprejela zunanja ministrica Annalena Baerbock. Ministrici sta med drugim podpisali Skupni akcijski načrt med Republiko Slovenijo in Zvezno republiko Nemčijo za obdobje 2022-2024. Fajonova se je tekom obiska sestala tudi s predstavniki Zveznega združenja nemške industrije. | [ 22 ]                  |
| 6. julij                 | Hrvaška                | Zagreb               | Gordan Grlić Radman, zunanji minister Hrvaške Zoran Milanović. predsednik Hrvaške Andrej Plenković, predsednik vlade Hrvaške | Obisk zunanje ministrice Fajonove na Hrvaškem, kjer jo je sprejel tamkajšnji zunanji minister, ločeno sestala pa se je tudi s predsednikoma republike in vlade. Ministrica je obiskala tudi prostore veleposlaništva v Zagrebu in se srečala s predstavniki slovenske narodne skupnosti na Hrvaškem. | [ 23 ] [ 24 ]           |
| 12.-13. julij            | Madžarska              | Monošter. Budimpešta | Peter Szijjárto, zunanji minister Madžarske Alexander Schallenberg, minister za zunanje zadeve Jan Lipavský, zunanji minister Češke Ivan Korčok, zunanji minister Slovaške | Ministrica Tanja Fajon se je prvič udeležila srečanja pobude Central 5, ki jo je gostil madžarski zunanji minister Szijjárto. Dan pred srečanjem se je Fajonova v Monoštru sestala s predstavniki slovenske narodne skupnosti na Madžarskem. Udeležili so se ga zagovornica slovenske narodne skupnosti v madžarskem parlamentu Erika Köleš-Kiss, predsednik Državne slovenske samouprave Karel Holec in Andrea Kovacs, predsednica Zveze Slovencev na Madžarskem. | [ 25 ] [ 26 ]           |
| 27. julij                | Ukrajina               | Kijev                | Dmitro Kuleba, zunanji minister Ukrajine Denis Šmigal, predsednik vlade Ukrajine Vitali Kličko, župan Kijeva Sergij Civkač, direktor ukrajinske agencije za investicije | Zunanja ministrica se je mudila na obisku v Ukrajini, v času ruske invazije nanjo. Na 10-urnem obisku je zagotovila nadaljnjo slovensko podporo in pomoč Ukrajini, tako pri soočanju s katastrofalnimi posledicami ruske agresije kot tudi pri premagovanju ovir na poti EU integracij. | [ 27 ] [ 28 ]           |
| 1.-2. avgust             | OZN                    | New York             | Antonio Guterres, generalni sekretar OZN Srečanja ob robu Hadja Lahbib, zunanja ministrica Belgije Antony Blinken, državni sekretar ZDA Santiago Cafiero, zunanji minister Argentine Ignazio Cassis, predsednik Švice | Ministrica se je v New Yorku udeležila otvoritvenega zasedanja Desete pregledne konference pogodbenic Pogodbe o neširjenju jedrskega orožja, prav tako se je udeležila zasedanja Stockholmske pobude za jedrsko razoroževanje. Ob tem je opravila več dvostranskih srečanj ob robu, mdr. z ameriškim državnim sekretarjem. | [ 29 ] [ 30 ]           |
| 24. avgust               | Avstrija               | Alpbach              | Alexander Schallenberg, minister za zunanje zadeve | Udeležba na Evropskem forumu Alpbach, ki na Tirolskem potekal pod naslovom ''Nova Evropa''. | [ 31 ]                  |
| 6. september             | Arabska liga Egipt     | Kairo                | Ahmed Aboul Gheit, generalni sekretar Arabske lige | Ministrica Fajon se je udeležila ministrskega zasedanja Lige arabskih držav. Ob robu se je srečala z generalnim sekretarjem Lige ter zunanjimi ministri Alžirije, Džibutija, Egipta, Iraka, Libanona, Maroka, Mavretanije, Somalije in Tunizije. | [ 32 ]                  |
| 19.-27. september        | OZN                    | New York             | Antonio Guterres, generalni sekretar OZN | Zunanja ministrica Tanja Fajon se je udeležila zasedanja Generalne skupščine Organizacije združenih narodov v New Yorku ter sodelovala na številnih ministrskih dogodkih. Opravila je petnajst dvostranskih srečanjih ter podpisala Sporazum o gospodarskem sodelovanju med Republiko Slovenijo in Kirgizistanom. | [ 33 ]                  |
| 17. oktober              | Evropska unija         | Luksemburg           | Josep Borrell, visoki predstavnik Unije za zunanje zadeve in varnostno politiko | Ministrica se je udeležila rednega zasedanja Sveta Evropske unije za zunanje zadeve, katerega osrednja tema sta bili ruska agresija na Ukrajino in Kitajska. | [ 34 ]                  |
| 18. oktober              | Severna Makedonija     | Skopje               | Bujar Osmani, zunanji minister Severne Makedonije Stevo Pendarovski, predsednik Severne Makedonije Talat Xhaferi, predsednik parlamenta Fatmir Bytyqi, podpredsednik vlade in minister za gospodarsko sodelovanje in investicije | Ministrica Tanja Fajon se je mudila na uradnem obisku v Severni Makedoniji, kjer je s tamkajšnjim zunanjim ministrom govorila o dvostranskih odnosih med državama in nadaljnji pomoči Slovenije na evropski poti Severne Makedonije. Dvostransko se je srečala tudi s predsednikoma republike in parlamenta ter podpredsednikom vlade. | [ 35 ]                  |
| 21. oktober              | Nemčija                | Berlin               | Annalena Baerbock, zunanja ministrica Nemčije Bilateralni srečanji ob robu Biserka Turković, zunanja ministrica BiH Donika Gërvalla-Schwarz, zunanja ministrica Kosova | Udeležba na Berlinskem procesu, kjer so vabljeni zunanji ministri odprli vprašanja energetske varnosti, zeleno agendo, skupni regionalni trg, spravo v regiji in pozitivno perspektivo za mlade na Zahodnem Balkanu. Tanja Fajon je opravila tudi dve srečanji ob robu. | [ 36 ]                  |
| 27.-30. oktober          | Argentina              | Buenos Aires         | Santiago Cafiero, minister za zunanje zadeve, mednarodno trgovino in verstva Argentin | Ministrica se je udeležila III. srečanja zunanjih ministrov Evropske unije in držav Skupnosti latinskoameriških in karibskih držav ter opravila več bilateralnih srečanj, sprejel argentinski zunanji minister. Ministrica se je sestala tudi z argentinskimi Slovenci. | [ 37 ] [ 38 ]           |
| 1. november              | Urugvaj                | Montevideo           | Carolina Ache Batlle, namestnica ministra za zunanje zadeve Sebastian Risso, izvršni direktor Agencije za spodbujanje izvoza in investicij Urugvaj XXI | V Montevideu je zunanjo ministro Fajon sprejela namestnica urugvajskega zunanjega ministra. Opravila je več srečanj, tudi s predstavniki slovenske skupnosti. | [ 39 ]                  |
| 14. november             | Evropska unija         | Bruselj              | Josep Borrell, visoki predstavnik Unije za zunanje zadeve in varnostno politiko | Udeležba zunanje ministrice na rednem zasedanju Sveta EU za zunanje zadeve, tokrat na temo ruske agresije na Ukrajino, regije Velikih jezer in o Zahodnem Balkanu. | [ 40 ]                  |
| 15. november             | Alžirija               | Alžir                | Ramtane Lamamra, zunanji minister Alžirije Abdelmadžid Tebune, predsednik Alžirije | Zunanja ministrica Tanja Fajon je z ministrom za infrastrukturo Bojanom Kumrom v Alžiriji sklenila sporazum o dobavi zemeljskega plina v Slovenijo. Ministrica Fajon se je srečala z alžirskim zunanjim ministrom, vljudnostno tudi s predsednikom republike. | [ 41 ]                  |
| 24. november             | Španija                | Barcelona            | José Manuel Albares, zunanji minister Španije | Ministrica Tanja Fajon se je v Barceloni udeležila sedmega regionalnega foruma Unije za Sredozemlje in ministrskega zasedanja EU-južno sosedstvo. Ob robu dogodka se je bilateralno srečala tudi z ministri za zunanje zadeve Jordanije, Libije, Maroka, Mavretanije in Palestine. | [ 42 ]                  |
| 29.-30. november         | Romunija               | Bukarešta            | Jens Stoltenberg, generalni sekretar zveze NATO | Udeležba na rednem dvodnevnem srečanju zunanjih ministrov zveze NATO. Kot vabljena sta prisostvovala tudi ministra Finske in Švedske. | [ 43 ]                  |
| 9. december              | Angola                 | Luanda               | Tete António, zunanji minister Angole Bilateralna srečanja ob robu Justin Tkatchenko, zunanji minister Paupe Nove Gvineje Edite Tenjua, zunanja ministrica Svetega Tomaža in Princa Thuli Dladla, zunanja ministrica Esvatinija | Zunanja ministrica Tanja Fajon se je udeležila 10. zasedanja Vrha voditeljev držav in vlad Organizacije Afriških, karibskih in pacifiških (OAKPS). Ob robu je opravila tudi več dvostranskih srečanj. |                         |
| 12. december             | Evropska unija         | Bruselj              | Josep Borrell, visoki predstavnik Unije za zunanje zadeve in varnostno politiko | Redno zasedanje Sveta Evropske unije za zunanje zadeve. Glavna tema ministrov sta bili ruska agresija na Ukrajino in Iran. Pred zasedanjem Sveta je potekalo tudi ministrsko zasedanje Vzhodnega partnerstva. | [ 44 ] [ 45 ]           |
| 14. december             | Evropska unija         | Bruselj              | Josep Borrell, visoki predstavnik Unije za zunanje zadeve in varnostno politiko Lim Jock Hoi, generalni sekretar ASEAN Bilateralna srečanja ob robu Prak Sokhonn, zunanji minister Kambodže Retna Marsudi, zunanja ministrica Indonezije Don Pramudwinai, zunanji minister Tajske Saleumxay Kommasith, zunanji minister Laosa | Ministrica Fajon se je udeležila jubilejnega 45. vrha EU-Združenje držav jugovzhodne Azije (ASEAN). Ob robu je opravila tudi več srečanj. | [ 46 ]                  |
| 20. december             | Srbija                 | Beograd              | Ivica Dačić, zunanji minister Srbije Aleksandar Vučić, predsednik Srbije Vladimir Orlić, predsednik parlamenta Ana Brnabić, predsednica vlade Srbije Tanja Miščević, ministrica za evropske zadeve Maja Gojković, ministrica za kulturo Brankica Janković, pooblaščenka za enakost v Republiki Srbiji | Uradni obisk zunanje ministrice Tanje Fajon v Srbiji. Sprejel jo je tudi državni vrh, sestala se je tudi s predstavniki slovenskih podjetij v Srbiji in predstavniki tam živečih Slovencev. | [ 47 ]                  |
| 21. december             | Črna gora              | Podgorica            | Alexander Schallenberg, minister za zunanje zadeve Milo Đukanović, predsednik Črne gore Dritan Abazović, predsednik vlade Danijela Đurovič, predsednica skupščine | V imenu visokega predstavnika EU za zunanjo in varnostno politiko Josepa Borrela sta se ministrica Tanja Fajon in avtrijski zunanji minister Alexander Schallenberg mudila v Črni gori. | [ 48 ]                  |
| 2023                     |                        |                      | | |                         |
| 1. januar                | Hrvaška                | Bregana, Obrežje     | Nataša Pirc Musar, predsednica republike Ursula von der Leyen, predsednica Evropske komisije Dubravka Šuica, evropska komisarka iz Hrvaške Andrej Plenković, predsednik vlade Hrvaške Gordan Grlić Radman, zunanji minister Hrvaške Davor Božinović, notranji minister Hrvaške | Ministrica za zunanje zadeve Tanja Fajon se je na mejnem prehodu Obrežje/Bregana udeležila slovesnosti ob vstopu Republike Hrvaške v schengensko območje in v območje evra, ki jo je gostil predsednik Vlade Republike Hrvaške Andrej Plenković. Ob tej priložnosti se je ministrica skupaj s predsednico Republike Slovenije Natašo Pirc Musar udeležila tudi dvostranskih pogovorov s predsednico Evropske komisije Ursulo von der Leyen. | [ 49 ]                  |
| 13. januar               | Bosna in Hercegovina   | Sarajevo             | Biserka Turković, zunanja ministrica BiH Željka Cvijanović, predsedujoča predsedstvu BiH Željko Komšić, član predsedstva BiH Denis Bećirović, član predsedstva BiH | Delovni obisk zunanje ministrice v Bosni in Hercegovini, prvič po tem, ko je država prejela naziv kandidatke za članstvo v EU. Gostila jo je zunanja ministrica Turković, sestala pa se je tudi s člani predsedstva države. Fajonova je ob robu obiska predavala tudi na Fakulteti za družbene vede Univerze v Sarajevu in obiskala Slovenski podjetni klub ter predstavnike civilne družbe. | [ 50 ]                  |
| 15. januar               | Črna gora              | Podgorica            | Milo Đukanović, predsednik države Dritan Abazović, predsednik vlade Danijela Đurovič, predsednica skupščine | Delovni obisk ministrice Fajon v Črni gori, kjer se je seznanila z razmerami državi po decembrskem skupnem obisku z avstrijskim zunanjim ministrom Alexandrom Schallenbergom. | [ 51 ]                  |
| 16. januar               | Kosovo                 | Priština             | Donika Gërvalla-Schwarz, ministrica za zunanje zadeve in diasporo Vjosa Osmani-Sadriu, predsednica države Albin Kurti, predsednik vlade Glauk Konjufca, predsednik skupščine | Delovni obisk zunanje ministrice Tanje Fajon na Kosovu, kjer jo je sprejela kosovska kolegica Gërvalla-Schwarz. Tanja Fajon se je sestala tudi z državnim vrhom. | [ 52 ]                  |
| 18.-20. januar           | Švica                  | Davos                | Bilateralna srečanja ob robu Félix Tshisekedi, predsednik DR Kongo Stevo Pendarovski, predsednik Severne Makedonije Bilawal Bhutto Zardari, zunanji minister Pakistana Adaljiza Magno, zunanja ministrica Vzhodnega Timorja Fuad Hussein, zunanji minister Iraka Bogdan Aurescu, zunanji minister Romunije Arnoldo André, zunanji minister Kostarike Chipoka Mulenga, minister za trgovino in industrijo Zambije Svetlana Tihanovska, vodja beloruske opozicije Miroslav Lajčák, posebni predstavnik EU za dialog med Beogradom Tedros A. Ghebreyesus, generalni direktor Svetovne zdravstvene organizacije | Zunanja ministrica Tanja Fajon se je udeležila 53. Svetovnega gospodarskega foruma v Davosu. Ministrica je ob robu opravila več dvostranskih srečanj, prav tako je promovirala slovensko kandidaturo za nestalno članico v Varnostnem svetu OZN. | [ 53 ]                  |
| 23. januar               | Evropska unija         | Bruselj              | Bilateralna srečanja ob robu Mohammad Shtayyeh, predsednik Vlade Palestine | Zasedanje na temo ruske agresije na Ukrajino ter temo Sahela in obalnih držav zahodne Afrike | [ 54 ]                  |
| 8.-9. februar            | Uzbekistan             | Taškent              | Žamšid Khodajev, podpredsednik vlade za investicije in ekonomske odnose s tujino Bahtijori Saidov, zunanji minister Uzbekistana Laziz Kudratov, minister za investicije, industrijo in trgovino | Zunanja ministrica Tanja Fajon se je mudila na dvodnevnem delovnem obisku v Uzbekistanu, kjer jo je spremlajla delegacija dvanajstih slovenskih podjetij in predstavniki slovenske agencije SPIRIT. S podpredsednikom vlade je podpisala sporazum o gospodarskem sodelovanju med državama. Poleg dvostranskih srečanj si je ogledala tudi uzbekistanski tehnološki park in predavala na Univerzi za svetovno gospodarstvo in diplomacijo. | [ 55 ] [ 56 ]           |
| 9.-10. februar           | Kirgizistan            | Biškek               | Ženbek Kulubajev, zunanji minister Kirgizistana Sadir Žaparov, predsednik Kirgizistana Akilbek Žaparov, predsednik kabineta ministrov in vodja predsedniške administracije Talajbek Ibrajev, minister za energetiko Danijar Amangeldijev, minister za gospodarstvo | Po obisku v Uzbekistanu se je ministrica Fajon z gospodarsko delegacijo mudila tudi na delovnem obisku v Kirgiški republiki, kjer jo je sprejel zunanji minister Kulubajev. Ministra sta podpisala memorandum o selovanju med ministrstvoma. Fajonovo je sprejel tudi predsednik republike in nekaj ministrov. Tekom obiska je gostila tudi slovensko-kirgiški poslovni forum. | [ 57 ]                  |
| 18. februar              | Nemčija                | München              | Annalena Baerbock, zunanja ministrica Nemčije | Zunanja ministrica Tanja Fajon je na 59. Münchenski varnostni konferenci sodelovala na srečanju zunanjih ministric, okroglih mizah o podnebnih spremembah in širitvi EU. Opravila je tudi dvostranska srečanja z zunanjimi ministri Filipinov, Brazilije, Andore, Južne Koreje, Mongolije, Jordanije, Toga in Visokim predstavnikom mednarodne skupnosti v Bosni in Hercegovini. | [ 58 ]                  |
| 20. februar              | Evropska unija         | Bruselj              | Josep Borrell, visoki predstavnik Unije za zunanje zadeve in varnostno politiko | Redno zasedanje Sveta Evropske unije za zunanje zadeve. | [ 59 ]                  |
| 21. februar              | Švica                  | Bern                 | Ignazio Cassis, zunanji minister Švice Martin Candinas, predsednik švicarskega Nacionalnega sveta | Uradni obisk zunanje ministrice Tanje Fajon v Švicarski konfederaciji. | [ 60 ]                  |
| 23. februar              | OZN                    | New York             | Antonio Guterres, generalni sekretar OZN | Ministrica za zunanje in evropske zadeve je nagovorila udeležence 11. izrednega zasedanja Generalne skupščine Združenih narodov ob obeležitvi enega leta od pričetka ruske agresije na Ukrajino. | [ 61 ]                  |
| 27. februar              | OZN                    | Ženeva               | Václav Bálek, predsedujoči Svetu za človekove pravice | Ministrica Fajon se je udeležila in nagovorila 52. zasedanje Sveta Združenih narodov za človekove pravice. Sodelovala je tudi na konferenci v odziv na humanitarno krizo v Jemnu. | [ 62 ]                  |
| 4. marec                 | Indija                 | New Delhi            | Subrahmanyam Jaishankar, zunanji minister Indije Tandi Dorji, zunanji minister Butana Abdul Momen, zunanji minister Bangladeša Naledi Pandor, zunanja ministrica Južne Afrike Ali Sabry, zunanji minister Šrilanke | Ministrica je prisostvovala mednarodni konferenci Raisina Dialogue v New Delhiju in sodelovala na panelih o rešitvah za vedno bolj razdeljen svet in o vlogi OZN v prihodnosti. Ob robu se je sestala z zunanjimi ministri Indije, Butana, Bangladeša, Južne Afrike in Šrilanke. | [ 63 ]                  |
| 6. marec                 | Katar                  | Doha                 | | Ministrica Fajon je na Konferenci OZN za najmanj razvite države v Dohi nastopila na panelu o vplivu znanosti, tehnologij in inovacij na trajnostni razvoj najmanj razvitih držav. Ob robu je opravila več dvostranskih srečanj; s predstavniki Antigve in Barbude, Benina, Nigra, Madagaskarja in Gvineje Bissau ter z državno sekretarko (angleško Senior State Minister) Singapurja. | [ 64 ]                  |
| 20. marec                | Evropska unija         | Bruselj              | Josep Borrell, visoki predstavnik Unije za zunanje zadeve in varnostno politiko | Redno zasedanje Sveta Evropske unije za zunanje zadeve. | [ 65 ]                  |
| 23.–24. marec            | OZN                    | New York             | Antonio Guterres, generalni sekretar OZN | Udeležba na konferenci Organizacije združenih narodov o vodi, ki se je je ministrica Tanja Fajon udeležila skupaj s predsednico republike Natašo Pirc Musar. | [ 66 ] [ 67 ]           |
| 5. april                 | NATO                   | Bruselj              | Jens Stoltenberg, generalni sekretar | Zasedanje zunanjih ministrov zveze NATO, na katerem je v Nato kot 31. članica uradno vstopila Finska. | [ 68 ]                  |
| 10.–12. april            | Etiopija               | Adis Abeba           | Demeke Mekonnen, zunanji minister Lia Tadesse, ministrica za zdravje Gebremeskel Challa, minister za trgovino in regionalno integracijo Ergoge Tesfaye, ministrica za ženske in socialne zadeve Abij Ahmed, predsednik vlade Moussa Faki, predsedujoči Afriški uniji | Prvi obisk na ravni zunanjih ministrov v Etiopiji po vzpostavitvi diplomatskih odnosov s Slovenijo. Ministrica Fajon je državo obiskala tudi v luči odpiranja slovenskega veleposlaništva in kandidature Slovenije za nestalno članico VS OZN. | [ 69 ] [ 70 ] [ 71 ]    |
| 13.–14. april            | Tanzanija              | Dodoma               | Stergomena Tax, ministrica za zunanje zadeve in vzhodnoafriško sodelovanje Tulia Ackson, predsednica parlamenta Tanzanije | Obisk zunanje ministrice Fajon v Tanzaniji, kjer jo je sprejela tamkajšnja zunanja ministrica, srečala pa se je tudi s predsednico parlamenta. Obisk je bil namenjen tudi predstavitvi kandidature Slovenije za nestalno članico VS OZN. | [ 72 ]                  |
| 24. april                | Evropska unija         | Luksemburg           | Josep Borrell, visoki predstavnik Unije za zunanje zadeve in varnostno politiko | Redno zasedanje Sveta za zunanje zadeve, med drugim na temo geopolitičnih posledic ruske agresije na Ukrajino na tretje države in razmer v Sudanu. | [ 73 ]                  |
| 25. april                | Hrvaška                | Reka                 | Gordan Grlić Radman, zunanji minister Hrvaške Alexander Schallenberg, zunanji minister Avstrije | Tristransko srečanje zunanjih ministrov Slovenije, Hrvaške in Avstrije o poglabljanju sodelovanja med državami in skupnih izzivih. | [ 74 ]                  |
| 8.–10. maj               | OZN                    | New York             | Rosemary A. DiCarlo, generalna podsekretarka OZN za politične zadeve in izgradnjo miru | Ministrica Fajon je v New Yorku opravila več srečanj s predstavniki regionalnih skupin Organizacije združenih narodov ter visokimi predstavniki OZN. Mdr. predstavniki Združenja držav jugovzhodne Azije ASEAN, Gospodarske skupnosti zahodnoafriških držav ECOWAS, Karibske skupnosti CARICOM in Azijsko-pacifiške skupine, prav tako s stalnimi predstavniki malih pacifiških otoških držav v razvoju in držav Južnoafriške razvojne skupnosti. Na sedežu OZN pa se je srečala tudi z generalno podsekretarka OZN za politične zadeve in izgradnjo miru Rosemary A. DiCarlo. | [ 75 ]                  |
| 12. maj                  | Gvatemala              | Antigua Gvatemala    | Mario Búcaro, zunanji minister Gvatemale Alejandro Giammattei, predsednik Gvatemale Doris Gutiérrez, podpredsednica Hondurasa Amery Browne, zunanji minister Trinidada in Tobaga Johnny Briceño, predsednik vlade Belizeja Sandra Husbands, nam. ministra za zunanje zadeve in trgovino Barbadosa | Udeležba zunanje ministrice na 9. vrhu Združenja karibskih držav, ob tem je opravila več dvostranskih srečanj. Obisk je minil predvsem v znamenju predstavitve kandidature Slovenije za nestalno članico Varnostnega sveta OZN. | [ 76 ]                  |
| 22.–23. maj              | Vietnam                | Hanoj                | Bui Thanh Son, zunanji minister Vietnama Phan Minh Chinh, predsednik vlade Vietnama Nguyen Hong Dien, minister za industrijo in trgovino | Obisk zunanje ministrice v Vietnamu, ki je bil prvi obisk slovenskega zunanjega ministra v Vietnamu po letu 2006. Tanja Fajon se je srečala z državnim vrhom, predstavila kandidaturo Slovenije za nestalno članico Varnostnega sveta OZN in odprla poslovni forum v Hošiminhu. | [ 77 ] [ 78 ]           |
| 25. maj                  | Indonezija             | Džakarta             | Retno Marsudi, zunanja ministrica Indonezije Arsjad Rasjid predsednik Zbornice za trgovino in industrijo Kao Kim Hourn, generalni sekretar ASEAN | Obisk zunanje ministrice v Indoneziji, kjer jo je sprejela tamkajšnja zunanja ministrica Marsudi. Srečala se je tudi s predsednikom Zbornice za trgovino in industrijo ter generalnim sekretarjem ASEAN. | [ 79 ]                  |
| 5.–6. junij              | OZN                    | New York             | Csaba Kőrösi, predsedujoči 77. Generalni skupščini OZN | Prisotnost na volitvah novih nestalnih članic Varnostnega sveta OZN | [ 80 ] [ 81 ]           |
| 26. junij                | Evropska unija         | Luksemburg           | Josep Borrell, visoki predstavnik Unije za zunanje zadeve in varnostno politiko | Redno zasedanje Sveta EU za zunanje zadeve, katerega glavne teme so bile ruska agresija na Ukrajino, razmere na severu Kosova, odnosi med Unijo ter Latinsko Ameriko in Karibi ter digitalna diplomacija. | [ 82 ]                  |
| 28. junij–1. julij       | Južna Koreja           | Seul                 | Park Jin, zunanji minister Han Ducksoo, predsednik vlade Hom Sung Song, predsednik in generalni direktor Kie Ban Ki-moon, bivši generalni sekretar OZN | Obisk zunanje ministrice Tanje Fajon in gospodarskega ministrica Matjaža Hana z namenom nadaljevanja političnega dialoga med državama na najvišji ravni in krepitve gospodarskega sodelovanja. Ministrica je tekom programa odprla tudi slovensko veleposlaništvo v Seulu. | [ 83 ] [ 84 ] [ 85 ]    |
| 10. junij                | Italija                | Ancona               | Antonio Tajani, zunanji minister Italije Gordan Grlić Radman, zunanji minister | Tanja Fajon se je udeležila 4. tristranega srečanja zunanjih ministrov Slovenije, Hrvaške in Italije. Med drugim so ministri sprejeli skupno izjavo o obveščanju glede implementacije izključnih ekonomskih con in urejanju pomorskega prometa. | [ 86 ]                  |
| 11.–12. junij            | Litva NATO             | Vilna                | Jens Stoltenberg, generalni sekretar Srečanja ob robu Nicu Popescu, minister za zunanje zadeve in evropske integracije Moldavije | Zunanja ministrica Tanja Fajon se je skupaj s premierjem Robertom Golobom in obrambnim ministrom Marjanom Šarcem udeležila dvodnevnega zasedanja voditeljev držav in vlad zveze NATO | [ 87 ] [ 88 ]           |
| 14. julij                | Hrvaška                | Reka                 | Andrej Plenković, predsednik vlade Gordan Grlić Radman, zunanji minister Alexander Schallenberg, zunanji minister Avstrije | Ministrica Tanja Fajon je bila v delegaciji premierja Roberta Goloba ob njegovem prvem uradnem obisku na Hrvaškem. V delegaciji je bil tudi minister za okolje, podnebje in energijo mag. Bojan Kumer. | [ 89 ]                  |
| 21.–22. september        | OZN                    | New York Harvard     | Antonio Guterres, generalni sekretar OZN Dennis Francis, predsednik 78. zasedanja Generalne skupščine OZN Srečanje zunanjih ministrov Elmedin Konaković, zunanji minister Bosne in Hercegovine Gordan Grlić Radman, zunanji minister Hrvaške Bujar Osmani, zunanji minister Severne Makedonije | Udeležba na pripravljalnem ministrskem srečanju za Vrh o prihodnosti. Ob robu je ministrica obiskala tudi Harvard ter gostila srečanje zunanjih ministrov držav nekdanje Jugoslavije | [ 90 ] [ 91 ] [ 92 ]    |
| 26. september            | OVSE                   | Dunaj                | Bujar Osmani, zunanji minister Severne Makedonije in predsedujoči OVSE | Udeležba na 67. generalni konferenci Mednarodne agencije za jedrsko energijo, kjer Slovenija zaključuje mandat | [ 93 ]                  |
| 27. september            | Avstrija               | Dunaj                | Alexander Schallenberg, zunanji minister Avstrije Jan Lipavský, zunanji minister Češke Peter Szijjárto, minister za zunanje zadeve Madžarske Miroslav Wlachovský, minister za zunanje in evropske zadeve Slovaške | Udeležba na 67. generalni konferenci Mednarodne agencije za jedrsko energijo, kjer Slovenija zaključuje mandat | [ 94 ]                  |
| 2. oktober               | Ukrajina               | Kijev                | Josep Borrell, visoki predstavnik Unije za zunanje zadeve in varnostno politiko Dmitro Kuleba, zunanji minister Ukrajine Volodimir Zelenski, predsednik vlade Ukrajine | Neformalno zasedanje zunanjih ministrov EU v Kijevu | [ 95 ]                  |
| 5.–6. oktober            | Južna Afrika           | Pretoria             | Naledi Pandor, ministrica za mednarodne odnose in sodelovanje | Prvi obisk zunanje ministrice v Južni Afriki. Poleg političnih srečanj se je sestala tudi z gospodarstveniki in predavala na Univerzi v Pretorii | [ 96 ] [ 97 ]           |
| 23. oktober              | Evropska unija         | Luksemburg           | Josep Borrell, visoki predstavnik Unije za zunanje zadeve in varnostno politiko | Zasedanje Sveta Evropske unije na temo Izraela in regije ter ruske agresije na Ukrajino. Sledilo je ministrsko zasedanje EU – Srednja Azija z udeležbo ministrov Kazahstana, Kirgizije, Tadžikistana, Turkmenistana in Uzbekistana | [ 98 ]                  |
| 2. november              | Nemčija                | Berlin               | Annalena Baerbock, zunanja ministrica Nemčije | Ministrica Tanja Fajon je sodelovala na ministrski konferenci "Večja in močnejša Unija", ki jo je gostila nemška zvezna ministrica za zunanje zadeve Annalena Baerbock | [ 99 ]                  |
| 13. november             | Evropska unija         | Bruselj              | Josep Borrell, visoki predstavnik Unije za zunanje zadeve in varnostno politiko | Redno zasedanje Sveta Evropske unije za zunanje zadeve. | [ 100 ]                 |
| 24. november             | Izrael Palestina       | Tel Aviv Ramala      | João Gomes Cravinho, zunanji minister Portugalske Eli Cohen, zunanji minister Izraela Jicak Hercog, predsednik Izraela Rijad al Malik, zunanji minister Palestine Mohamed Štajeh, predsednik Vlade Palestine | S portugalskim zunanjim ministrom se je Tanja Fajon mudila na obisku v Izraelu in Palestini, v obeh državah sta se srečala z državnim vrhom | [ 101 ]                 |
| 25. november             | Jordanija Egipt        | Aman Kairo           | João Gomes Cravinho, zunanji minister Portugalske Ayman Safadi, zunanji minister Jordanije Sameh Shoukry, zunanji minister Egipta Abdel Fattah El-Sisi, predsednik Egipta | S portugalskim zunanjim ministrom se je Tanja Fajon mudila na obisku v Egiptu in Jordaniji, v obeh državah sta se srečala z državnim vrhom |                         |
| 27. november             | Španija                | Barcelona            | Ayman Safadi, zunanji minister Jordanije Josep Borrell, visoki predstavnik Unije za zunanje zadeve in varnostno politiko Dvostranska srečanja ob robu Ahmed Aboul Gheit, generalni sekretar Lige arabskih držav Nasser Kamel, generalni sekretar Unije za Sredozemlje Abdallah Bou Habib, zunanji minister Libanona Micheál Martin, zunanji minister Irske | Udeležba na zasedanju ministrov za zunanje zadeve Unije za Sredozemlje, ob tem je opravila tudi več dvostranskih srečanj | [ 102 ]                 |
| 29. november             | OZN                    | New York             | Antonio Guterres, generalni sekretar OZN Wang Yi, zunanji minister LR Kitajske | Prvi nastop ministrice Fajon na zasedanju Varnostnega sveta OZN o razmerah na Bližnjem vzhodu, opravila je tudi srečanje z generalnim sekretarjem OZN in zunanjim ministrom Kitajske | [ 103 ]                 |
| 30. november–1. december | Severna Makedonija     | Skopje               | Bujar Osmani, zunanji minister Severne Makedonije in predsedujoči OVSE Bojan Maričić, podpredsednik vlade Severne Makedonije za evropske zadeve | Udeležba na 30. zasedanju Ministrskega sveta Organizacije za varnost in sodelovanje v Evropi (OVSE), ob tem je opravila tudi obisk v Severni Makedoniji. | [ 104 ] [ 105 ]         |
| 11. december             | Evropska unija         | Bruselj              | Josep Borrell, visoki predstavnik Unije za zunanje zadeve in varnostno politiko | Redno zasedanje Sveta Evropske unije za zunanje zadeve. | [ 106 ]                 |
| 2024                     |                        |                      | | |                         |
| 8. januar                | Francija               | Pariz                | Catherine Colonna, ministrica za Evropo in zunanje zadeve Francije Audrey Azoulay, generalna direktorica OZN za izobraževanje, znanost in kulturo Mathias Cormann, generalni sekretar OECD | Uradni obisk zunanje ministrice Tanje Fajon v Franciji. Ob robu se je srečala tudi z generalnim sekretarjem OECD in generalno direktorico OZN za izobraževanje, znanost in kulturo. | [ 107 ]                 |
| 17. januar               | Švica                  | Davos                | Gabriela Sommerfeld, zunanja ministrica Ekvadorja Demeke Mekonnen, zunanji minister Etiopije Fuad Hussein, zunanji minister Iraka Hossein Amir-Abdollahian, zunanji minister Irana Faisal bin Farhan Al-Saud, zunanji minister Saudske Arabije Al-Zubaidi, podpredsednik predsedniškega vodstvenega sveta Jemna Wopke Hoekstra, evropski komisar za podnebje | Ministričina udeležba na 54. zasedanju Svetovnega gospodarskega foruma v Davosu. Ob robu se je med drugim sestala z zunanjimi ministri Etiopije, Jemna, Iraka, Irana in Kraljevine Savdske Arabije ter z zunanjo ministrico Ekvadorja. | [ 108 ]                 |
| 22. januar               | Evropska unija         | Bruselj              | Josep Borrell, visoki predstavnik Unije za zunanje zadeve in varnostno politiko | Redno zasedanje Sveta Evropske unije za zunanje zadeve, namenjen predvsem razpravi o ruski agresiji na Ukrajino ter razmeram na Bližnjem vzhodu, prisotna sta bila tudi izraelski in palestinski zunanji minister. | [ 109 ]                 |
| 23.–24. januar           | OZN                    | New York             | Antonio Guterres, generalni sekretar OZN Abdallah Bou Habib, zunanji minister Libanona | Prvi nastop zunanje ministrice Fajon na ministrskem zasedanju Varnostnega sveta OZN, odkar je Slovenija prevzela mesto nestalne članica. Tema sestanka so bile razmere na Bližnjem vzhodu. Ob robu se je ministrica srečala z libanonskim kolegom in predsednico mednarodnega Rdečega križa. | [ 110 ]                 |
| 1. februar               | Belgija                | Bruselj              | Hadja Lahbib, zunanja ministrica Belgije | | [ 111 ]                 |
| 2.–3. februar            | Evropska unija         | Bruselj              | Josep Borrell, visoki predstavnik Unije za zunanje zadeve in varnostno politiko | Zasedanje Sveta Evropske unije za zunanje zadeve | [ 112 ] [ 113 ]         |
| 14.–15. februar          | Nizozemska             | Haag                 | Hanke Bruins Slot, zunanja ministrica Nizozemske | Obisk na Nizozemskem in podpis Ljubljansko-haaške konvencije | [ 114 ] [ 115 ]         |
| 19. februar              | Evropska unija         | Bruselj              | Josep Borrell, visoki predstavnik Unije za zunanje zadeve in varnostno politiko | Zasedanje Sveta Evropske unije za zunanje zadeve | [ 116 ]                 |
| 23. februar              | OZN                    | New York             | Antonio Guterres, generalni sekretar OZN | Zunanja ministrica je spregovorila pred Generalno skupščino OZN in Varnstnim svetom | [ 117 ] [ 118 ]         |
|                          |                        |                      | | |                         |
| 17. maj                  | Svet Evrope            | Strasbourg           | | Ministrica Fajon se je udeležila 133. zasedanja Odbora ministrov Sveta Evrope, na katerem so obravnavali Ukrajino, pregledali napredek pri udejanjanju odločitev četrtega vrha voditeljev ter sprejeli prvi globalni mednarodni instrument na področju umetne inteligence in človekovih pravic. | [ 119 ]                 |
| 27. maj                  | Evropska unija         | Bruselj              | Josep Borrell, visoki predstavnik Unije za zunanje zadeve in varnostno politiko | Zasedanje Sveta Evropske unije za zunanje zadeve | [ 120 ]                 |
| 30. maj                  | Češka                  | Praga                | Jan Lipavský, zunanji minister Češke Jens Stoltenberg, generalni sekretar | Neformalno zasedanje zunanjih ministrov zveze NATO | [ 121 ]                 |
| 11. junij                | Maroko                 | Rabat                | Nasser Bourita, zunanji minister Maroka Rachid Talbi Alami, predsednik predstavniškega doma maroškega parlament | Uradni obisk v Maroku | [ 122 ]                 |
| 21. junij                | Avstrija               | Wachau               | Alexander Schallenberg, zunanji minister Avstrije Jan Lipavský, zunanji minister Češke Peter Szijjárto, minister za zunanje zadeve Madžarske Miroslav Wlachovský, minister za zunanje in evropske zadeve Slovaške | Ministrica za zunanje in evropske zadeve Tanja Fajon se je udeležila konference Evropski forum Wachau. | [ 123 ]                 |
| 24. junij                | Evropska unija         | Luksemburg           | Josep Borrell, visoki predstavnik Unije za zunanje zadeve in varnostno politiko | Zasedanje Sveta Evropske unije | [ 124 ]                 |
| 29. junij                | Hrvaška                | Dubrovnik            | Andrej Plenković, predsednik vlade Gordan Grlić Radman, zunanji minister | Udeležba na 17. Dubrovnik forumu | [ 125 ]                 |
| 4.–6. julij              | Brazilija              | Brasilia, Sao Paolo  | Mauro Vieira, zunanji minister Brazilije | Uradni obisk v Braziliji. Ob robu obiska je med drugim obiskala državni kongres in obiskala slovenski dom v Sao Paulu | [ 126 ] [ 127 ]         |
| 10.–12. julij            | ZDA NATO               | Washington, New York | Jens Stoltenberg, generalni sekretar | Zunanja ministrica Tanja Fajon se je skupaj s premierjem Robertom Golobom in obrambnim ministrom Marjanom Šarcem udeležila zasedanja voditeljev držav in vlad zveze NATO. Ob koncu je sodelovala na donatorski konferenci za Agencijo Združenih narodov za palestinske begunce. | [ 128 ] [ 129 ] [ 130 ] |
| 22. julij                | Evropska unija         | Bruselj              | Josep Borrell, visoki predstavnik Unije za zunanje zadeve in varnostno politiko | Redno zasedanje Sveta Evropske unije za zunanje zadeve | [ 131 ]                 |
| 26. avgust               | Albanija               | Tirana               | Igli Hasani, minister za Evropo in zunanje zadeve Bajram Begaj, predsednik Albanije Edi Rama, predsednik vlade Albanije Elisa Spiropali, predsednica parlamenta Albanije | Uradni obisk v Albaniji | [ 132 ]                 |
| 13. september            | Španija                | Barcelona            | José Manuel Albares, zunanji minister Španije | Srečanje evropskih in arabskih zunanjih ministrov glede rešitve konflikta v Izraelu in Palestini | [ 133 ]                 |
| 18.–19. september        | OZN                    | New York             | | Ministrica Tanja Fajon je vodila razpravo Varnostnega sveta o posebni politični misiji Združenih narodov v Afganistanu, s poudarkom na vedno slabšem položaju žensk in deklic. | [ 134 ] [ 135 ]         |
| 20. september            | Kanada                 | Toronto              | Mélanie Joly, zunanja ministrica Kanade Kamina Johnson Smith, ministrica za zunanje zadeve in trgovino Jamajke | Udeležba na srečanju zunanjih ministric, ki so se ga poleg gostiteljic iz Kanade in Jamajke udeležile zunanje ministrice Andore, Gane, Esvatinija, Indonezije, Konga, Kosova, Latvije, Liberije, Lihtenštajna, Nepala, Romunije in Slovenije. Fajonova je obiskala tudi slovensko skupnost v Torontu. | [ 136 ]                 |
| 25. september            | OZN                    | New York             | Srečanje ob robu: Vang Ji, zunanji minister Kitajske | Ministrica Tanja Fajon je vodila izredno zasedanje Varnostnega sveta o Libanonu in neformalni dialog Varnostnega sveta z Ligo Arabskih držav. Ob robu se je sestala tudi s kitajskim zunanjim ministrom, s katerim sta govorila o odpravi vizumov. | [ 137 ] [ 138 ] [ 139 ] |
| 30. september            | ZDA                    | Washington           | Antony Blinken, državni sekretar ZDA | Udeležba ministrice na zasedanju držav Globalne koalicije zoper Daiš/ISIS | [ 140 ]                 |
| 1. oktober               | Nemčija                | Berlin               | Annalena Baerbock, zunanja ministrica Nemčije | Ministrica za zunanje in evropske zadeve Tanja Fajon se je v Berlinu udeležila jubilejnega zasedanja ministrov za zunanje zadeve Berlinskega procesa. | [ 141 ]                 |
| 14. oktober              | Evropska unija         | Luksemburg           | Josep Borrell, visoki predstavnik Unije za zunanje zadeve in varnostno politiko David Lammy, zunanji minister Združenega kraljestva | Ministrica Fajonova na zasedanju zunanjih ministrov EU o nadaljnjih korakih na kriznih žariščih. Ob robu so se ministri neformalno srečali z britanskim zunanjim ministrom Davidom Lammyjem. | [ 142 ]                 |
| 28. oktober              | Španija                | Barcelona            | José Manuel Albares, zunanji minister Španije | Udeležba na 9. regionalnem forumu Unije za Sredozemlje | [ 143 ]                 |
| 1.–2. november           | Etiopija Afriška unija | Adis Abeba           | Gedion Timotheos, zunanji minister Etiopije Monique Nsanzabaganwa, namestnica predsedujoče komisije Afriške unije Cecile Mukarubuga, namestnica predstavnice pisarne OZN za ženske v Etiopiji | Obisk v Etiopiji, kjer je ministrica Tanja Fajon z etiopskim kolegom odprla slovensko veleposlaništvo v Adis Abebi. Drugi dan obiska v Etiopiiji se je srečala s predstavnico Afriške unije in Organizacije združenih narodov ter obiskala otroke, za katere skrbijo v selezijanskem centru Don Bosco. | [ 144 ] [ 145 ]         |
| 3. november              | Somalija               | Mogadiš              | Hamza Abdi Barre, predsednik vlade Somalije | Zunanja ministrica Tanja Fajon je kot prva predstavnica Slovenije obiskala Somalijo, to je bil tudi prvi obisk katerega izmed ministrov EU v Somaliji v letu in pol. Ministrica je obiskala tudi delegacijo EU v Mogadišu in se srečala še z vodjo Misije združenih narodov za pomoč pri prehodu v Somaliji in vodjo misije ATMIS. | [ 146 ]                 |
| 5. november              | Kenija                 | Nairobi              | Musali Mudavadi, predsednik vlade Kenije ter minister za zunanje zadeve in zadeve diaspore Salim Mvury, minsiter za vlaganje, trgovino in industrijo | Afriško turnejo je ministrica Tanja Fajon končala s prvim slovenskim obiskom na visoki ravni v Keniji. Obiskala je tudi v Keniji živečo slovensko skupnost. | [ 147 ]                 |
| 18. november             | Evropska unija         | Bruselj              | Josep Borrell, visoki predstavnik Unije za zunanje zadeve in varnostno politiko | Redno zasedanje Sveta Evropske unije za zunanje zadeve | [ 148 ]                 |
| 21. november             | Združeno kraljestvo    | London               | David Lammy, zunanji minister Nick Thomas-Symonds, minister za ustavo in odnose z EU v Kabinetu predsednika vlade Združenega kraljestva Ray Collins, parlamentarni državni podsekretar na zunanjem ministrstvu, pristojen za Afriko | Obsik v Združenem kraljestvu na povabilo tamkajšnjega zunanjega ministra | [ 149 ]                 |
| 25.–26. november         | Portugalska            | Lizbona, Cascais     | Paulo Rangel, minister za zunanje zadeve | Obisk na Portugalskem, kjer se je ministrica Tanja Fajon srečala s tamkajšnjim zunanjim ministrom in se udeležila mednarodne konference, ki jo gosti CNN Portugalska. Naslednji dan se je udeležila 10. foruma ZN Zavezništva civilizacij. | [ 150 ]                 |
| 2. december              | Egipt                  | Kairo                | Badr Abdelati, zunanji minister Egipta | Ministrica Fajon je na mednarodni konferenci v Kairu z udeleženci iz več kot 90 držav in mednarodnih organizacij razpravljala o možnostih trajnih rešitev za Gazo in celoten Bližnji vzhod. Ob robu se je srečala tudi z egiptovskih kolegom. | [ 151 ]                 |
| 4. december              | OVSE                   | Dunaj                | | Sodelovanje na ministrskem svetu Organizacije za varnost in sodelovanje v Evropi. Ob robu se je srečala tudi z armenskih in azerbajdžanskim kolegom. | [ 152 ]                 |
| 5. december              | NATO                   | Bruselj              | Mark Rutte, generalni sekretar | Udeležba na zasedanju zunanjih ministrov Nata v Bruslju, kjer so osrednjo pozornost namenili Ukrajini in Bližnjemu vzhodu ter ključnim strateškim vprašanjem Zavezništva ob zaključku leta, v katerem je Nato praznoval 75-letnico. Zunanji ministri so se prvič srečali in zasedali z novim generalnim sekretarjem Markom Ruttejem. | [ 153 ]                 |
| 9. december              | Črna gora              | Podgorica            | Ervin Ibrahimović, podpredsednik vlade za mednarodne odnose in minister za zunanje zadeve Jakov Milatović, predsednik države Milojko Spajić, predsednik vlade Filip Ivanović, podpredsednik vlade za zunanje in evropske zadeve | Ministrica Tanja Fajon je uradno odprla Center za kibernetsko zmogljivost na Zahodnem Balkanu , ki je bil vzpostavljen na pobudo Slovenije, Francije in Črne gore. V okviru obiska je podpisala nov Program o razvojnem sodelovanju med vladama Slovenije in Črne gore ter se srečala z najvišjimi predstavniki Črne gore. | [ 154 ]                 |
| 16.–17. december         | Evropska unija         | Bruselj              | Kaja Kallas, visoka predstavnica Unije za zunanje zadeve in varnostno politiko | Udeležba ministrice na zasedanju Sveta EU za zunanje zadeve v Bruslju, ob tem sta potekali tudi medvladni konferenci EU s Črno goro in Albanijo | [ 155 ] [ 156 ] [ 157 ] |
| 2025                     |                        |                      | | |                         |
| 13.–14. januar           | Turčija                | Ankara               | Hakan Fidan, zunanji minister Ömer Bolat, minister za trgovino Osman Aşkın Bak, minister za mladino in šport | Obisk v Turčiji. Zunanja minsitra sta podpisala Akcijski načrt Strateškega partnerstva, sta govorila o bilateralnem sodelovanju, Bližnjem vzhodu, Ukrajini, Zahodnem Balkanu, širitvi in odnosih med EU in Turčijo. Na bližnjevzhodni tehnični univerzi METU v Ankari je odprla razstavo "Marie Curies Sredozemlja", ki - kot je dejala - »predstavlja praznovanje življenj in dosežkov znanstvenic in raziskovalk iz sredozemske regije«, tudi dveh Slovenk. | [ 158 ] [ 159 ]         |
| 17. januar               | Ukrajina               | Kijev                | Andrij Sibiha, zunanji minister Ukrajine Volodimir Zelenski, predsednik vlade Ukrajine | Ministrica se je udeležila srečanja Ukrajina - Jugovzhodna Evropa. Zunanji ministri so v skupni izjavi izrazili nadaljnjo podporo ozemeljski celovitosti in suverenosti Ukrajine v okviru njenih mednarodno priznanih meja in pomoč pri obnovi. | [ 160 ]                 |
| 20. januar               | OZN                    | New York             | Antonio Guterres, generalni sekretar OZN | Ministrica Fajon je na odprti razpravi Varnostnega sveta OZN, ki se je odvila dan po uveljavitvi premirja med Izraelom in Hamasom, pozvala sprte strani na Bližnjem vzhodu, da spoštujejo dogovore in poudarila, da mora vsak, ki sedi v Varnostnem svetu prevzeti del odgovornosti in ponuditi podporo pri obvladovanju sprememb na Bližnjem vzhodu. Ob robu pogovora se je srečala z GS OZN Guterresem. | [ 161 ]                 |
| 27. januar               | Evropska unija         | Bruselj              | Kaja Kallas, visoka predstavnica Unije za zunanje zadeve in varnostno politiko | Zasedanje Sveta EU za zunanje zadeve v Bruslju, kjer so razpravljali o nadaljnji podpori Ukrajini, o odnosih med EU in ZDA po inavguraciji Donalda Trumpa in razmerah na Bližnjem vzhodu. Govorili so še o Gruziji, Moldaviji in poslabšanju razmer na vzhodu Demokratične republike Kongo. | [ 162 ]                 |
| 28. januar               | OZN                    | Ženeva               | | Predstavitev stanja človekovih pravic v Sloveniji | [ 163 ]                 |
| 31. januar               | Finska                 | Helsinki             | Elina Valtonen, zunanja ministrica Alexander Stubb, predsednik Finske | Obisk na Finskem | [ 164 ]                 |
| 3. februar               | Jordanija              | Aman                 | Abdulah Il., kralj Jordanije | Začetek bližnjevzhodne turneje | [ 165 ]                 |
| 4.–5. februar            | Libanon                | Bejrut               | Abdulah Bou Habib, zunanji minister Joseph Aoun, predsednik Libanona Nabih Beri, predsednik parlamenta Nawaf Salam, mandatar za sestavo nove vlade | Dvodevni obisk v Libanonu, kjer je ministrica izrazila podporo tranziciji v državi, na terenu pa si je ogledala, kako se izvajajo konkretni projekti slovenske humanitarne pomoči. | [ 166 ]                 |
| 6. februar               | Sirija                 | Damask               | Ahmed Al-Šara, začasni predsednik Sirije Asad Hasan Al-Šajbani, zunanji minister | Ministrica je Sirijo obiskala v luči podpore državi po padcu režima Bašarja al Asada, pri čemer je izpostavila podporo ozemeljski celovitosti države in pozvala k vključujoči oblasti. | [ 167 ]                 |
| 14. februar              | Nemčija                | München              | Annalena Baerbock, zunanja ministrica Nemčije | Udeležba na Münchenski varnostni konferenci | [ 168 ]                 |
| 24.–25. februar          | Evropska unija Belgija | Bruselj, Brugge      | Kaja Kallas, visoka predstavnica Unije za zunanje zadeve in varnostno politiko | Zasedanje Sveta EU za zunanje zadeve (FAC) v Bruslju, kjer so zunanji ministri EU razpravljali o ruski agresiji na Ukrajino, razmerah na Bližnjem vzhodu, stanju v Demokratični republiki Kongo in pod aktualnimi zadevami tudi o Gruziji. Po zasedanju FAC je potekal Pridružitveni svet z Izraelom. Drugi dan je ministrica obiskala College of Europe v belgijskem mestu Brugge | [ 169 ] [ 170 ]         |
| 11.–12. marec            | Filipini               | Manila               | Enrique Manalo, zunanji minister Ferdinand R. Marcos ml., predsednik Filipinov Hans Leo Cacdac, minister za delavce migrante Christina Roque, ministrica za trgovino in industrijo | Ministrica Fajon se je s 40 člansko gospodarsko delegacijo mudila na Filipinih, kjer je med drugim uradno odprla slovensko veleposlaništvo v Manili. | [ 171 ] [ 172 ]         |
| 13. marec                | Tajska                 | Bangkok              | Maris Sangiampongsa, zunanji minsiter | Ministrica je na uradnem obisku v Bangkoku poleg srečanja s tamkajšnjim zunanjim ministrom sodelovala na panelni razpravi o vlogi žensk v mutilateralizmu. Obiskala je tudi tajsko gospodarsko zbornico in šolo Mater Dei, ki so jo soustanovile slovenske misijonarke. | [ 173 ]                 |
| 17. marec                | Indija                 | New Delhi            | Subrahmanyam Jaišankar, zunanji minister | Ministrica Tanja Fajon je azijsko turnejo zaključila v Indiji, kjer je sodelovala na mednarodni konferenci Raisina Dialogue in dogodku Young Raisina Leaders. Poleg tega se je srečala z indijskim zunanjim ministrom Subrahmanyamom Jaishankarjem in obiskala izobraževalni center, ki ga je v Kalkuti pred 17 leti s soprogom ustanovila Slovenka. |                         |
| 31. marec–1. april       | Kazahstan              | Nursultan            | Kasim-Žomart Tokajev, predsednik Kazahstana Murat Nurtelu, zunanji minister | Tanja Fajon je bila članica delegacije predsednice republike Nataše Pirc Musar med uradnim obiskom v Kazahstanu. | [ 174 ]                 |
| 3.–4. april              | NATO                   | Bruselj              | Mark Rutte, generalni sekretar | Udeležba na dvodnevnem zasedanju zunanjih ministrov zveze NATO | [ 175 ]                 |
| 7.-8. april              | Benin                  | Porto Novo           | Šegun Adjadi Bakari, zunanji minister Benina Romuald Wadagni, minister za gospodarstvo in finance Abdoulay Biom Tchané, minister za razvoj in vladno koordinacijo Alassano Seïdou, minister za notranje zadeve in javno varnost Fortunet Nouatin, minister za obrambo | Zunanja ministrica Tanja Fajon je v imenu visoke predstavnice EU za zunanjo in varnostno politiko Kajo Kallas obiskala Benin in Togo. V Beninu se je srečala s predstavniki državnega vrha in civilne družbe. | [ 176 ]                 |
| 9. april                 | Togo                   | Lomé                 | Victoire Dogbé, predsednica vlade Gilbert Bawara, minister za reformo javnih storitev, delo in socialni dialog Manuello Santos, ministrica za industrijo in investicije Koffi Eklo, minister za energetiko | V imenu visoke predstavnice EU za zunanjo in varnostno politiko Kajo Kallas se je zunanja ministrica Tanja Fajon mudila tudi v Togu. Med drugim je pregledala razvojne projekte, ki jih v državi financira EU, s predstavniki vlade je govorila tudi o dvostranskem sodelovanju med Slovenijo in Togom. | [ 177 ]                 |
| 14. april                | Evropska unija         | Luksemburg           | Kaja Kallas, visoka predstavnica Unije za zunanje zadeve in varnostno politiko | Zasedanje Sveta EU za zunanje zadeve | [ 178 ]                 |
| 16. april                | Armenija               | Erevan               | Ararat Mirzojan, zunanji minister | Obisk ministrice v Armeniji. S kolegom Araratom Mirzojanom sta se pogovarjala o krepitvi gospodarskega sodelovanja na področju farmacevtike, športne infrastrukture, energetike, tehnologij za zdravljenje raka in turizma. | [ 179 ]                 |
| 17. april                | Azerbajdžan            | Baku                 | Džejhun Bajramov, minister za zunanje zadeve Ilham Alijev, predsednik Azerbajdžana | Uradni obisk v Azerbajdžanu, kjer sta jo sprejela tamkajašnji zunanji minister in predsednik države. | [ 180 ]                 |
| 25. april                | Avstrija               | Dunaj                | Beate Meinl-Reisinger, ministrica za evropske in mednarodne zadeve Avstrije | Srečanje z novo avstrijsko zvezno ministrico za evropske in mednarodne zadeve Beate Meinl-Reisinger. Obisk je bil namenjen nadaljnjemu razvoju dobrososedskih odnosov med Slovenijo in Avstrijo ter pogovoru o aktualnih zunanjepolitičnih in EU temah, tudi o Zahodnem Balkanu in širitvi EU. Ministrici sta si po pogovorih skupaj ogledali razstavo slovenske likovne umetnosti na prelomu 19. in 20. stoletja "Svet v barvah" v dunajski galeriji Belvedere. | [ 181 ]                 |
| 8. maj                   | Poljska                | Varšava              | Radosław Sikorski, zunanji minister Poljske | Ob polletnem poljskem predsedovanju Svetu EU so se zunanji ministri z gosti srečali v Varšavi. | [ 182 ]                 |
|                          |                        |                      | | |                         |
| 14. junij                | Luksemburg             | Schengen             | Xavier Bettel, zunanji minister Luksemburga | Udeležba na slovesnosti ob 40. obletnici Schengenskega sporazuma | [ 183 ]                 |
| 20. junij                | Japonska               | Tokio Osaka          | Takeši Ivaja, zunanji minister Japonske Minoru Kjuči, državni minister za ekonomsko varnost | Obisk na Japonskem, ko je ta v Osaki gostila EXPO. V Tokiu je ministrica odprla slovensko-japonski poslovni forum. | [ 184 ]                 |

## Galerija
- Tanja Fajon in grški zunanji minister (junij 2022)
- Vrh zveze NATO v Madridu (junij 2022)
- S španskim premierjem Sánchezem (februar 2023)
- Tanja Fajon in predsednik Filipinov Bongbong Marcos